# 385 a. C.
El año 385 a. C. fue un año del calendario romano prejuliano. En el Imperio romano se conocía como el Año del Tribunado de Capitolino, Cornelio, Capitolino, Papirio, Capitolino y Fidenas (o menos frecuentemente, año 369 Ab urbe condita). 

## Acontecimientos

### Grecia
- Jasón de Feras se convierte en tirano de Tesalia.
- Dionisio I de Siracusa intenta restaurar a Alcetas I de Epiro en el trono.
- Bardilis I se convierte en rey de Iliria y los dardanos y por lo tanto establece la Dinastía Bardiliana.
- Platón forma su Academia, enseñando matemáticas, astronomía y otras ciencias así como filosofía. Está dedicada al héroe ético Akademos. Los costes los abonan filántropos, los estudiantes no pagan matrícula.

## Fallecimientos
- Aristófanes, comediógrafo griego (n. 444 a. C.).

## Ciencia y tecnología
- Demócrito anuncia que la Vía Láctea está compuesta por muchas estrellas.[1]